# Smokestack Lightning
Singles de Howlin' Wolf
Come to Me, Baby
(1955) I Asked for Water
(1956)
Smokestack Lighting est un morceau de blues écrit par Howlin' Wolf et enregistré pour la première fois en 1956 pour le label Chess Records.

## Historique
Bien qu'il soit un morceau au répertoire de Howlin' Wolf depuis les années 1930, le premier enregistrement de Smokestack Lighting (écrit à l'origine Smoke stack Lighting) date de 1956. Il est l'un des morceaux les plus célèbres du musicien et a été repris de nombreuses fois. Les jeunes groupes anglais du début des années 1960 s'en inspirent et la demande pour une édition anglaise est si forte que la maison de disque PYE sort en 1963 un EP avec le morceau. Six mois plus tard elle le ressort cette fois en 45 tours.

## Analyse
Lorsque Howlin Wolf chante ce titre, il exprime une puissance vocale qui impressionne les musiciens anglais mais que ceux-ci n'arrivent pas à reproduire dans leurs interprétations qui montrent trop d'afféteries et d'inexpériences.
Le morceau est en mi majeur. Il est sensiblement inspiré par deux titres de Tommy Johnson, Cool Drink Of Water Blues et Big Road Blues.

## Postérité
Quasiment tous les groupes anglais inspirés par le blues jouent ce morceau à partir de 1963. Il en va ainsi des Yardbirds, de Manfred Mann des High Numbers ou des Kinks. Ceux-ci écriront le morceau Last of the Steam Powered Train en 1968 en s'inspirant de Smokestack Lighting.
En 2013, la chanson apparaît dans le film Le Loup de Wall Street (The Wolf of Wall Street) de Martin Scorsese.